# Ère Kenji
L'ère Kenji (建治) est une des ères du Japon (年号, nengō, lit. « nom de l'année ») qui suit l'ère Bun'ei et précède l'ère Kōan. Cette ère couvre la période allant du mois d'avril 1275 au mois de février 1278. L'empereur régnant est Go-Uda-tennō (後宇多天皇).

## Changement d'ère
- 1275  Kenji gannen (建治元年?) : Le nom de la nouvelle ère est créé pour marquer un événement ou une succession d'événements. La précédente ère se termine quand commence la nouvelle, en Bun'ei 12.

## Événements de l'ère Kenji
- 1275 (Kenji 1) : Les Mongols envoient un ambassadeur à Kamakura avec une délégation qui accompagne l'envoyé du royaume de Goryeo. Ce visiteur non bienvenu est décapité et sa tête exhibée en public[3].

| Kenji     | 1re  | 2e   | 3e   | 4e   |
| Grégorien | 1275 | 1276 | 1277 | 1278 |